# Licq
Licq è un software libero, clone del client ufficiale ICQ che gira sotto Linux e gli altri sistemi Unix.
Licq ha molte funzioni del client ufficiale e non ha pubblicità al suo interno, al contrario del client dell'AOL. In più, è possibile crittografare i messaggi utilizzando SSL mentre si parla a contatti che utilizzino anche loro Licq, climm o Simple Instant Messenger (ma Licq non riconosce da solo le capacità SSL degli altri client non-Licq).
Le nuove versioni comprendono il supporto per ICQ/AIM e MSN.
Manca il supporto per l'invio di conferma della ricezione dei messaggi.
Licq è posto sotto la GNU General Public License. L'interfaccia utente di default usa le librerie Qt, nonostante esistano altre interfacce, come la console o le GTK+, che sono disponibili attraverso l'uso di plugin.